# Washington-akkoorden

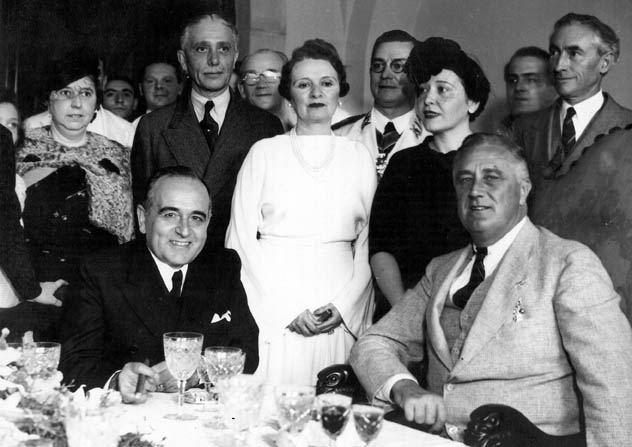
Vargas en Roosevelt

De Washington-akkoorden (Portugees: Acordos de Washington, Engels: Washington Accords) zijn een serie verdragen uit 1942 tussen de Verenigde Staten en Brazilië waarin in ruil voor toegang tot het Braziliaanze rubber en het recht militaire bases te vestigen grote leningen werden verstrekt. Dit verdrag was voor Brazilië het begin van de Tweede Wereldoorlog.
Het verdrag had verstrekkende gevolgen voor de Braziliaanse economie en veroorzaakte de Tweede rubberhausse, waarin meer dan 55.000 arbeiders veelal gedwongen naar het Amazone-bekken werden getransporteerd.

## Praçinhas
Een ander gevolg van dit verdrag was dat een Braziliaanse eenheid, de Praçinhas, meevocht aan het front in Italië en op die manier een bijdrage leverde aan de bevrijding van Italië uit handen van Mussolini en Hitler.